# Gustavo Campagnuolo
Gustavo Jorge Campagnuolo (Ituzaingó, Argentina, 27 de junio de 1973) es un exfutbolista argentino que jugaba de arquero. El club de su retiro fue San Lorenzo de Almagro, de Argentina. Actualmente es el entrenador de arqueros de Racing Club de Avellaneda

## Trayectoria

### Como jugador
Debutó en Primera División el 19 de marzo de 1995 en el Deportivo Español. Allí disputó 75 partidos que le valieron para llegar al Valencia de España. 
Llegó al club español bajo el mando de Claudio Ranieri como arquero suplente de Andoni Zubizarreta. Debido a la lesión de dicho arquero, en abril de 1998 realizó su debut y recibió 6 goles del Salamanca, un equipo recién ascendido. En su segundo partido contra la Real Sociedad su equipo ganó 3-2, sin embargo Campagnuolo tuvo responsabilidad en los dos goles encajados. Tras el mal comienzo ya no volvió a vestir la elástica blanquinegra, quedando relegado como el tercer arquero del equipo.
Después de esto, recaló a San Lorenzo en el Torneo Apertura 1998, donde jugó 53 partidos y se consagró campeón del Torneo Clausura 2001, alternando la titularidad con un joven Sebastian Saja. Sin embargo, no sobresaldría del resto sino hasta llegar a Racing Club, donde disputó 149 partidos. En el primer torneo que disputó en su nuevo club, llegó a convertirse en uno de los ídolos del plantel, ya que lograron ganar el Torneo Apertura 2001 bajo la dirigencia de Reinaldo Merlo luego de 35 años sin salir campeón.
Tras un paso de dos años por el fútbol mexicano jugando con Tigres UANL (2003-05), regresó a Racing, donde una vez más se convirtió en titular indiscutido. En 2008 sufrió una lesión que lo llevó al banco de suplentes, mientras que el técnico de ese entonces Juan Manuel Llop, lo reemplazó por José Luis Martínez Gullota y Pablo Migliore. En el Torneo de Verano 2009 recuperó la titularidad pero no le fue bien, pues Racing perdió con Lanús por 3 a 1, con Huracán por 4 a 1 y el clásico con Independiente por 2 a 0, situación que llevó a la renuncia de Llop. Con la llegada de Ricardo Caruso Lombardi, Campagnuolo siguió de titular hasta que cometió un error gravísimo contra Argentinos Juniors. Así, la titularidad pasó a manos de Migliore. En su último partido en Racing (3 de julio de 2009) no jugó, pero fue despedido en andas junto con su gran amigo y compañero del equipo campeón del Apertura 2001, José Chatruc, quien también se despedía ese día.
En agosto de 2009 volvió a San Lorenzo de Almagro, donde en todo un campeonato no vio minutos de acción. En febrero del 2011 decidió retirarse para convertirse en entrenador de arqueros en el ciclo técnico de Sebastián Ariel Méndez en el Club Atlético Banfield.

### Como entrenador de arqueros
Tras su paso como entrenador de arqueros de Banfield, en 2012 asumió como entrenador de arqueros en San Lorenzo como parte del cuerpo técnico de Juan Antonio Pizzi y luego de Edgardo Bauza. El club ganó tres títulos desde su llegada en esa etapa: El Torneo Inicial 2013, la Copa Libertadores 2014 y la Supercopa Argentina 2015. En 2016 cuando Bauza tomó las riendas de la Selección Argentina, fue convocado por el Patón. Posteriormente tras la salida de Bauza de Argentina tuvo un fugaz paso por Huracán, donde se desempeñó durante algunos meses en esta función.

### Como ayudante de campo
A mediados de 2019 con el regreso de Juan Antonio Pizzi a San Lorenzo vuelve al club de Boedo para ser ayudante de campo y entrenador de arqueros.

## Selección nacional
Fue preseleccionado previamente a ser uno de los 3 arqueros del Preolímpico Sub-23 Argentina 1996 por delante de Carlos Gustavo Bossio y de Pablo Oscar Cavallero en las sedes y ciudades de Mar Del Plata y Tandil de ese año. Ya para los Juegos Olímpicos de Atlanta Estados Unidos de América seria reemplazado por Javier Abel Lavallen Y, por la Selección Argentina estuvo en dos partidos en un paso fugaz en las Eliminatorias para el Mundial de Francia 1998 con la Selección Argentina siendo suplente de Pablo Oscar Cavallero el 9 de octubre de 1996 con victoria del seleccionado albiceste por 5 tantos contra 2 del seleccionado venezolano y posteriormente en el 7 de octubre de 2001 en el empate 2 a 2 frente a la selección paraguaya siendo otra vez suplente nuevamente de Pablo Oscar Cavallero.

## Clubes
| Club              | País      | Año       |
| ----------------- | --------- | --------- |
| Deportivo Español | Argentina | 1991-1997 |
| Valencia C. F.    | España    | 1997-1998 |
| San Lorenzo       | Argentina | 1998-2001 |
| Racing Club       | Argentina | 2001-2003 |
| Tigres            | México    | 2003-2005 |
| Racing Club       | Argentina | 2005-2009 |
| San Lorenzo       | Argentina | 2009-2010 |

### Estadísticas
Tiene 278 partidos oficiales en la Primera División Argentina y le convirtieron 318 goles oficiales.
Pero en Racing es donde más se lo reconoce a nivel profesional, ya que es ídolo histórico del club. En el club de Avellaneda fue campeón en el Torneo Apertura de 2001, tras 35 años de sequía y es donde tiene más partidos disputados a nivel profesional (160 partidos y le convirtieron 192 goles). Su último torneo en Racing fue el Torneo Clausura 2009 donde jugó 3 partidos, todos de titular.

## Palmarés

### Torneos nacionales
| Título           | Club              | País      | Título |
| ---------------- | ----------------- | --------- | ------ |
| Primera División | San Lorenzo       | Argentina | C-2001 |
| Primera División | Racing Club       | Argentina | A-2001 |
| InterLiga        | Tigres de la UANL | México    | 2005   |

### Torneos internacionales
| Título         | Club        | Sede     | Título |
| -------------- | ----------- | -------- | ------ |
| Copa Intertoto | Valencia CF | Valencia | 1998   |